# Blekingespets
I benämningen Blekingespetsar ingår tre varianter av knypplad spets, vilka har inslag av ålderdomliga mönsterformer. Den märkligaste av de tre varianterna är den knypplade fransen. Den är ofta knypplad på effsingarna på en större textil, som dekorativ avslutning. Materialet i blekingespetsarna har varit handspunnet lingarn. Spetsarna har haft inslag av blått och rött garn. Den äldsta spetsen med kulört inslag är från 1794.